# 武士警察2：致命復仇
《武士警察2：致命復仇》（英語：Samurai Cop 2: Deadly Vengeance）是一部於2015年上映的美國動作片，由格里高利·畑中執導、監製並與瑞奇·馬洛里（Rich Mallery）、T·L·楊格（T. L. Young）共同編劇，為1991年電影《武士警察》的續集。其主演包括馬修·卡雷達斯、馬克·弗雷澤（Mark Frazer）、白靈、凱登·克羅斯和湯米·維索。該片的預算資金主要在Kickstarter和Indiegogo以眾籌的方式獲得。
該片2015年10月9日在美國上映，同時也是獻給前集導演阿米爾·謝爾文及已過世的羅伯特·齊達；其中後者原本要回歸出演自己的角色，但卻在開拍前過世。

## 劇情
1991年，在武士警察喬·馬歇爾消滅日本幫派武士刀（Katana）後，計劃與妻子珍妮佛過著美好的生活，但後者卻在公園意外遭人槍殺。二十五年後，倖存的藤山富士重組了武士刀，但他們正與新宿（Shinjuku）和銀座（Ginza）幫發生幫派戰爭。他告知副手坂本及其下屬，這場戰爭已經喚醒了喬，為了確保組織的未來，他們必須擊敗他。
在武士刀成員赫拉謀殺了一名議員、武士刀屠殺新宿成員後，法蘭克·華盛頓警探依據線索而前往離洛杉磯400英里的一處秘密工廠，並在那找到隱居數十年的喬。在擊敗一群襲擊他們的忍者後，喬為了幫妻復仇而無奈地同意與法蘭克再次搭檔。在重回局裡後，喬建議對幫派們進行監視。同時，他與一個名叫梅蓮娜的黑髮女子談起戀愛，但不禁讓他想起了死去的珍妮佛。
在執行監視任務期間，喬進入一家俱樂部，在那突然捲入了坂本和銀座幫等人的交火，並與染成金髮的梅蓮娜碰面。當天晚上，法蘭克向喬透露，梅蓮娜欺騙了喬並已經離開了城市。第二天，法蘭克因未能阻止鬥爭而被停職，且該案件已交由FBI探員卡特管轄，後者實際上是銀座的新領導人。喬和法蘭克決定突擊幫派們集結的秘密藏匿處「地下城（The Complex）」。喬進入了地下城後遇到了銀座的成員，但卡特及其手下卻突然遭到喬同夥的線人莫拉·拉姆的槍殺。在依序擊敗藤山和他的女黨羽後，喬在一場刀戰中殺死了坂本。新宿邦的新領導人林頓·北野成為了他最後的對手；林頓迅速被擊敗後，但向喬承認，他就是當年殺了珍妮佛的人。林頓準備以切腹的方式自盡時，梅蓮娜現身阻止了他，透露自己是他的妹妹，他們利用喬滲透到武士刀並幫助新宿成為該國唯一的幫派。放棄復仇的喬與法蘭克和同事希金絲離開了地下城並分道揚鑣，而前武士刀的女黨羽蘿倫·木村則現身提議和喬合作。

## 演員
- 馬修·卡雷達斯飾演喬·馬歇爾（Joe Marshall）
- 馬克·弗雷澤（Mark Frazer）飾演法蘭克·華盛頓（Frank Washington）
- 白靈飾演坂本多吉（Doggé Sakamoto）
- 凱登·克羅斯飾演梅蓮娜·羅伯茲／珍妮佛（Milena Roberts / Jennifer）
  - 珍妮絲·法利（Janis Farley）在前集飾演的珍妮佛於檔案片段中出現。
- 湯米·維索飾演林頓·北野（Linton Kitano）
- 克萊斯頓·小室（Cranston Komuro）飾演藤山富士（Fuj Fujiyama）
- 勞倫·蘭登（英语：Laurene Landon）飾演希金絲警探（Detective Higgins）
- 梅爾·諾瓦克（英语：Mel Novak）飾演卡特（Cutter）
- 傑拉德·岡村（英语：Gerald Okamura）飾演岡村（Okamura）
- 瑪莉莎·摩爾（英语：Melissa Moore (actress)）飾演佩姬（Peggy）
- 喬·艾斯提維茲（英语：Joe Estevez）飾演羅伯·漢蒙警監（Captain Robert Harmon）
- 萊克茜·貝爾飾演赫拉（Hera）
- 妮可·貝利（Nicole Bailey）飾演泰莎（Tessa）
- 明迪·羅賓遜飾演蘿倫·木村（Lauren Kimura）
- 克里斯汀·德貝爾飾演波比（Bobbie）
- 何塞利托·李斯科貝（Joselito Rescober）飾演艾方索·拉斐爾·費德里克·賽巴斯汀（Alfonso Rafael Federico Sebastian）

## 製作
《武士警察2：致命復仇》的預算資金主要在Kickstarter以眾籌的方式獲得。前集演員羅伯特·齊達原本要回歸出演自己的角色，但卻在開拍前過世而未參與製作（僅在片中取用了前集的片段鏡頭）。
在主演馬修·卡雷達斯（或稱作「麥特·漢農」）消失多年後，外界認為他已於2012年過世，但後來證實是烏龍一場。之後，格里高利·畑中與卡雷達斯聯繫，讓卡雷達斯看到了他們對第一部電影《武士警察》的熱愛，並建議卡雷達斯與馬克·弗雷澤（Mark Frazer）一起回歸出演續集。而他和畑中也與因《房間》（2003年）而聞名的湯米·維索共進晚餐，後者最終同意在片中出演反派。

## 外部連結
- 互联网电影数据库（IMDb）上《武士警察2：致命復仇》的资料（英文）
- 爛番茄上《武士警察2：致命復仇》的資料（英文）